# Nancy Isime
Nancy Isime (17 de diciembre de 1991) es una actriz y modelo nigeriana.

## Biografía
Isime nació en el  estado de Edo. Estudió un curso de Trabajo Social durante dos años en la Universidad de Lagos.

## Carrera
En 2009, ganó el concurso de belleza Miss Valentine International y terminó en segundo lugar en el concurso de belleza Miss Telecoms Nigeria. Como modelo ha trabajado para "House of Marie", "Ade Bakere", "Adebayo Jones", "Zizi Cardow", "Shakara Couture" y "Konga Online".
Comenzó su carrera como actriz en la serie de televisión Echoes en 2011.
También se ha desempeñado como presentadora de televisión y es conocida por presentar los programas The Squeeze, What's Hot y segmentos entre bastidores de la temporada 7 de MTN Project Fame.  En 2016 reemplazó a Toke Makinwa como presentadora del popular programa Trending en HipTV . Fue coanfitriona de la edición 2019 del premio The Headies junto a Reminisce.

## Filmografía
- Hex (2015)
- Tales of Eve (2015)
- On the Real (2016)
- A Trip to Jamaica (2016)
- Hire a Man (2017)
- Finding C.H.R.I.S (2017)
- The Surrogate (2017)
- Treachery (2017)
- Kanyamata
- Tempted
- Guilty
- A Better Family (2018)
- Club (2018)
- Johnny Just Come (2018)
- Liars and Pretenders (2018)
- My Name is Ivy (2018)
- Sideways (2018)
- Disguise (2018)
- Merry Men: The Real Yoruba Demons (2018)
- Don't get mad get even (2019)
- Hire a Woman (2019)
- Adaife (2019)
- The Millions (2019)
- Beauty in the Broken (2019)
- Another Angle (2019)
- Merry Men 2 (2019)
- Levi (2019)
- Living in Bondage: Breaking Free (2019)
- Made in Heaven (2019)
- Kambili: The Whole 30 Yards (2020)

## Premios y nominaciones
| Año  | Premio                                       | Categoría                                 | Película           | Resultado |
| ---- | -------------------------------------------- | ----------------------------------------- | ------------------ | --------- |
| 2016 | Premios City People Entertainment            | Mejor VJ del año                          |                    | Ganadora  |
| 2016 | Premios al mérito de las emisoras nigerianas | La personalidad más sexy del aire (mujer) | Televisión de moda | Ganadora  |
| 2017 | Los premios del futuro                       | Mejor personalidad al aire (visual)       |                    | Ganadora  |
| 2018 | Premios de Cine City People                  | Actriz más prometedora (inglés)           |                    | Ganadora  |
| 2019 | Premios City People Movie                    | Mejor actriz de reparto (inglés)          |                    | Ganadora  |
| 2019 | Premios Best of Nollywood                    | Mejor beso en una película                | Jofran             | Ganadora  |